# Ярым-Агаев, Юрий Николаевич
Юрий Николаевич Ярым-Агаев (род. 1949) — советский правозащитник, член Московской Хельсинкской группы в 1978—1980 годах.

## Биография
Родился в семье профессора Николая Лукьяновича Ярым-Агаева. Окончил факультет молекулярной и химической физики МФТИ. С 1972 года учился в аспирантуре Института химической физики АН СССР, затем работал научным сотрудником.
С середины 1970-х годах участвовал в правозащитном движении. Автор открытого письма в защиту А. Щаранского. В январе 1979 года уволился из института. В 1980 году эмигрировал из СССР.
В США работал в Массачусетском технологическом институте, затем в Стэнфордском университете. С 1984 года входил в руководство организации «Центр в поддержку демократии», которая называла своей задачей «помощь демократическому движению в России». Проживает в Нью-Йорке. В 1990 году создал собственную компанию, специализирующуюся в области телекоммуникаций.
По состоянию на 2014 в малом бизнесе: один из двух сотрудников компании Bear Measurisk, LLC.
Считает, что за время правления Владимира Путина на территории РФ установился нацистский режим.

## Публикации
- Ярым-Агаев Ю. Н., Бутягин П. Ю. О короткоживущих активных центрах в гетерогенных механохимических реакциях // Докл. АН СССР. 1972, Т. 207, № 4, 892—895.
- Ярым-Агаев Ю. Подмена. Письмо моим старым друзьям — правозащитникам // «Неприкосновенный запас». 2001, № 3(17)